# Corazón (álbum)
Corazón é o vigésimo terceiro álbum de estúdio da banda estadunidense Santana, lançado em 6 de maio de 2014. Tem colaborações com diversos artistas como Gloria Estefan, Ziggy Marley e Samuel Rosa. O primeiro single do álbum foi "La Flaca", com a participação de Juanes, lançado em novembro de 2013. O disco foi produzido por Lester Mendez.

## Faixas
| N.º            | Título | Música                                                              | Artista original        | Duração |  |
| 1.             | "Saideira" (com Samuel Rosa)                                                                                                | Samuel Rosa/Rodrigo F. Leão                                         | Skank                   | 3:55    |  |
| 2.             | "La Flaca" (com Juanes) | Pau Donés                                                           | Jarabe de Palo          | 4:11    |  |
| 3.             | "Mal Bicho" (com Los Fabulosos Cadillacs)                                                                                   | Flavio Oscar Cianciarulo                                            | Los Fabulosos Cadillacs | 3:38    |  |
| 4.             | "Amor Correspondido" (com Diego Torres)                                                                                     | Rafael Esparza-Ruiz, Yoel Henríquez                                 |                         | 4:10    |  |
| 5.             | "Una Noche en Nápoles" (com Lila Downs, Niña Pastori & Soledad)                                                             | Thomas Mack Lauderdale, China F. Forbes                             | Pink Martini            | 4:30    |  |
| 6.             | "Beijo de Longe" (com Gloria Estefan)                                                                                       | Teofilo Chantre, Gerard Mendes                                      |                         | 4:17    |  |
| 7.             | "Margarita" (com Romeo Santos)                                                                                              | Romeo Santos                                                        |                         | 4:01    |  |
| 8.             | "Indy" (com Miguel) | Miguel Pimentel                                                     |                         | 3:26    |  |
| 9.             | "Oye 2014" (com Pitbull, versão remasterizada do cover de Santana de "Oye Como Va", lançado no álbum de 1970 deles Abraxas) | Eernest "Tito" Puente, Niles Hollowell-Dhar, Amando Christian Perez | Tito Puente             | 3:24    |  |
| 10.            | "Yo Soy La Luz" (com Wayne Shorter & Cindy Blackman)                                                                        | Carlos Santana                                                      |                         | 4:06    |  |
| 11.            | "I See Your Face" | Bola Sete                                                           | Bola Sete               | 1:19    |  |
| 12.            | "Iron Lion Zion" (com Ziggy Marley & ChocQuibTown)                                                                          | Bob Marley                                                          | Bob Marley              | 4:32    |  |
| Duração total: | Duração total: | Duração total:                                                      | Duração total:          | 45:20   |  |

| N.º | Título                                                                                    | Letras | Artista convidado | Duração |  |
| 13. | "Saideira (versão em espanhol)" (com Samuel Rosa)                                         |        | Skank             | 3:55    |  |
| 14. | "Feel it Coming Back" (versão de "Amor Correspondido" com letras em espanhol, com Miguel) |        |                   | 4:09    |  |
| 15. | "Besos de Lejos" (versão de "Beijo de Longe" com letras em espanhol, com Gloria Estefan)  |        |                   | 4:17    |  |

## Créditos[5]
- Carlos Santana - guitarra solo em todas as faixas exceto "Una Noche en Nápoles", na qual ele toca o violão de doze cordas e o violão de náilon; percussão nas faixas 8, 10, 11; produção e mixagem nas faixas 10 e 11; arranjador nas faixas 2, 4, 5, 7, 10, 11, 12

### Músicos
| Vocalistas adicionais - Vicentico - vocais em "Mal Bicho" - Larissa R. Nascimento - vocais de apoio em "Beijo de Longe" - Javany Javier & Ximena Muñoz - performance vocal em "Oye 2014" - Tommy Anthony, Tony Lindsay e Andy Vargas - vocais em "Yo Soy La Luz" Guitarras e baixo - Tommy Anthony - guitarra base em todas as faixas exceto 3, 8, 9 - Tim Pierce - guitarra base nas faixas 1, 2, 4, 5 - Samuel Rosa - guitarra base em "Saidera" - Miguel - guitarra base em "Indy" - Emily Stefan - guitarras adicionais em "Beijo de Longe" - Benny Rietveld - baixo em todas as faixas exceto 3, 8, 9 - Flavio Cianciarulo - baixo e guitarra base em "Mal Bicho" Teclados - David K. Mathews - teclados em todas as faixas exceto 8 e 9 - Zac Rae - teclados em todas as faixas exceto 6 e 8-11 - Mario Siperman - teclados em "La Flaca" - Lester Mendez - programação dos teclados em "I See Your Face" | Percussão - Dennis Chambers - bateria nas faixas 1, 2, 4, 6, 7, 12 - Fernando Ricciardi - bateria em "Mal Bicho" - Cindy Blackman Santana - bateria em "Yo Soy La Luz" e "I See Your Face" - Josh Connolly - programação da bateria em "Mal Bicho" - Karl Perazzo - tímbales em todas as faixas exceto 8, 9, 11; percussão nas faixas 4, 5, 7, 8, 10, 12 - Raul Rekow - congas nas faixas 1, 2, 5, 6, 12 - Paoli Mijias - congas nas faixas 3, 4, 7, 10, 11 - Laercio da Costa - percussão adicional em "Beijo de Longe" Metais - Jeff Cressman - trombone em "Saidera" e "Yo Soy La Luz" - David Stout - trombone e arranjo de trompa em "Iron Lion Zion" - Bill Ortiz - trompete em "Saidera" e "Yo Soy La Luz" - Daniel Lozano - trompete em "Mal Bicho" - Harry Kim - trompete em "Iron Lion Zion" - Sergio Rotman - saxofone tenor em "Mal Bicho" - Dave Pozzi - saxofone tenor em "Iron Lion Zion" Outros instrumentistas - Pedro Alfonso - violino em "Beijo de Longe" |

### Pessoal técnico
| - Chris Gehringer - masterização - Clive Davis, Carlos Santana, Afo Verde, Michael Vrionis e Tom Corson - produtores executivos - Alex Gallardo e Fernando Cabral de Mello - A&R - La Fábrica de Pepinos de Boa Mistura - capa e psicodelia - Shawn "Tubby" Holiday - A&R nas faixas 8 e 9 Produção - Lester Mendez - Miguel ("Indy") - The Cataracs ("Oye 2014") - Cindy Blackman Santana - co-produtora em "Yo Soy La Luz" Mixagem - Tony Maserati - Manny Marroquin ("Indy") - Justin Hergett - engenharia de mixagem nas faixas 1, 7, 9 - James Krausse - engenharia de mixagem nas faixas 2, 3, 12 - Matt Wiggers - engenharia de mixagem nas faixas 4 e 5 - Chris Galland e Delbert Bowers - mixadores assistentes em "Indy" | Engenharia - Bill Malina - engenheiro de gravação - Jim Reitzel - engenheiro de guitarra em todas as faixas exceto 7-10; engenheiro de gravação nas faixas 6, 8, 9, 10, 11; mixador e engenheiro de mixagem nas faixas 10 e 11 - Josh Connolly - engenheiro assistente no Odd On Studios - Dave Diffin - engenheiro assistente no Odd on studios nas faixas 1 e 3 - Scott Moore - engenheiro assistente no Ocean Way Recording em "Iron Lion Zyon" "Beijo de Longe"/"Besos de Lejos" - Emilio Estefan - produtor - Javier Conde Alonso - arranjador - Eric Schilling - mixador - Tuco Barini - engenheiro de gravação (percussão no Brasil) - Dave Poler - engenheiro de vocais - Izzy Maccio e Jimmy Sanchez - engenheiros assistentes - Ron Taylor e Danny Ponce - engenharia adicional - Kurt Berge - suporte técnico - José Maldonado - gerente de produção |

## Recepção

### Recepção da crítica
| Críticas profissionais  | Críticas profissionais |
| Avaliações da crítica   | Avaliações da crítica  |
| Fonte                   | Avaliação              |
| ----------------------- | ---------------------- |
| Rolling Stone           | [ 6 ]                  |
| AllMusic                | [ 7 ]                  |
| The Independent         | [ 8 ]                  |
| So So Gay               | [ 9 ]                  |
| Daily News              | [ 10 ]                 |
| Ultimate Guitar Archive | [ 11 ]                 |

O álbum foi recebido com críticas médias e positivas.
Will Hernes, da Rolling Stone, considerou o álbum como uma versão pop latino de Supernatural e que sua música "continua um som inconfundível, inegável". Thom Jurek do AllMusic sentiu que "Santana na verdade soa faminto novamente" e afirmou que "enquanto algumas partes são esquecíveis, seu compromisso inventivo com o pop latino aqui é não apenas bem sucedido, mas satisfatório". Leila Cob da Billboard considerou o álbum focado na guitarra apesar dos vários vocalistas. No geral, ela elogiou o trabalho, mas apontou algumas canções que ela não achou que funcionaram, como "Feel It Coming Back", na qual ela sentiu que Diego Torres teve dificuldades com o idioma; e "Indy", na qual ela considerou que os improvisos de Miguel "careciam de estrutura e tendiam a perder o rumo". Jeremy Williams-Chalmers do So So Gay sentiu que o álbum pode "ser a gravação que finalmente tira Supernatural de seu trono como o lançamento definitivo de Santana" e o considerou como "tudo o que uma gravação de Santana deve ser", embora tenha concordado com Leila sobre a dificuldade de Diego com a língua inglesa. Nick Coleman do The Independent disse que o álbum "contém uma coleção enérgica e brilhantemente gravada de batidas e melodias 'latinas', mais um pouco de rock, estrelando um punhado de convidados distintos e o zumbido familiar do obbligati da guitarra de Carlos" e que "será seguramente um hit em seus territórios-alvo".
Bill Murphy, do Relix, considerou o desempenho de Santana em sua guitarra no álbum como o "melhor que ele já fez em décadas" e sentiu que "onde muitos participantes podem ter prevalecido em Supernatural, Corazón fervilha com uma variedade picante". Jon Pareles, escrevendo para o The New York Times, considerou as canções como orientadas para o rádio e descreveu o contraste da guitarra de Santana com os vocalistas convidados da seguinte maneira: "A maneira como Sr. Santana responde às letras e luta pelo primeiro plano até que o verso e o refrão dão espaço para solos de guitarra desenvolvidos é o equivalente em áudio para fazer photobombinbg com o vocal principal. Felizmente, a guitarra do Sr. Santana pode ser tão apaixonada quanto a voz de qualquer cantor." No entanto, ele considerou algumas faixas (como "Oye 2014" e "Yo Soy La Luz") como "momentos constrangedores".
Escrevendo para o New York Daily News, Jim Farber não se impressionou tanto pelo álbum. Ele criticou o fato do trabalho ser divulgado como um álbum de pop latino quando metade de suas letras são em inglês. Ele também avaliou negativamente os artistas escolhidos para o álbum: "os reluzentes solos de Santana competem com, mais do que complementam, esses artistas. [...] Música alternativa latina tem tantos artistas que poderiam ter feito um par melhor com o estilo de Santana. [...] Artistas disputados como aqueles teriam feito este álbum um verdadeiro pioneiro". A equipe da Ultimate Guitar Archive sentiu que o próprio Santana teve pouco espaço em algumas das faixas e considerou que o álbum é "uma coletânea de pop latino bem formulado e compatível com o rádio que muitas vezes termina soando de certa forma bizarro". Eles também classificaram as letras como "repetitivas" e concluíram dizendo: "O resultado que aparece em Corazon [sic] fica aquém de qualquer expectativa prévia. [...] Considerando o resultado pop do álbum ele deixa o ouvinte confuso sobre onde Santana esperava chegar com este trabalho".

## Paradas musicais
| Parada (2014)                         | Melhor posição |
| ------------------------------------- | -------------- |
| Áustria (Ö3 Austria Top 40)           | 5              |
| Bélgica (Ultratop Flandres)           | 101            |
| Bélgica (Ultratop Valônia)            | 42             |
| Dinamarca (Hitlisten)                 | 12             |
| Países Baixos (Dutch Charts)          | 36             |
| Finlândia (Suomen virallinen lista)   | 20             |
| Alemanha (Offizielle Deutsche Charts) | 12             |
| Hungria (MAHASZ)                      | 11             |
| Italian Albums (FIMI)                 | 13             |
| Polónia (ZPAV)                        | 10             |
| Espanha (PROMUSICAE)                  | 39             |
| Reino Unido (UK Albums Chart)         | 58             |
| Estados Unidos (Billboard 200)        | 9              |
| Estados Unidos (Top Latin Albums)     | 1              |
| Estados Unidos (Latin Pop Albums)     | 1              |

### Certificações
O álbum recebeu certificação de platina dupla nos Estados Unidos pela RIAA, com 63 mil cópias vendidas.

### Premiações
Corazón foi indicado para Melhor Álbum Pop Vocal Contemporâneo no Grammy Latino de 2014.